# Marignane
 Marignane  (en occitano Marinhana) es una comuna y población de Francia, en la región de Provenza-Alpes-Costa Azul, departamento de Bocas del Ródano, en el distrito de Istres. Es el chef-lieu y mayor población del cantón de su nombre.
Su población en el censo de 2007 era de 33 159 habitantes. Forma parte de la aglomeración urbana de Marsella-Aix-en-Provence.
Está integrada en la Communauté urbaine Marseille Provence Métropole .

## Demografía
| 1 532 | 1 575 | 1 601 | 1 598 | 1 998 | 1 857 | 2 189 | 2 183 | 2 197 | 2 233 | 2 207 | 2 209 | 2 048 | 1 853 | 1 782 | 1 761 | 1 917 | 1 898 | 1 956 | 1 993 | 2 517 | 2 501 | 3 184 | 3 545 | 4 344 | 5 316 | 10 664 | 20 044 | 26 477 | 31 109 | 32 325 | 34 006 | 33 159 |
| Para los censos de 1962 a 1999 la población legal corresponde a la población sin duplicidades (Fuente: INSEE [Consultar]) |       |       |       |       |       |       |       |       |       |       |       |       |       |       |       |       |       |       |       |       |       |       |       |       |       |        |        |        |        |        |        |        |

## Ciudades Hermanadas
- Figueras (Gerona), España
- Eupatoria (Crimea), Rusia